# Wilhelm Rosenkrantz
Wilhelm Martin Joachim Rosenkrantz (* 2. März 1821 in München; † 27. September 1874 in Gries bei Bozen) war ein deutscher Richter und Philosoph.

## Leben
Rosenkrantz war Sohn eines Kriegsministerialsekretärs und absolvierte 1839 das (heutige) Wilhelmsgymnasium München in München. Dort zeichnete er sich unter anderem als Musiker aus. Er brachte zu Festen am Gymnasium eigene Kompositionen zur Aufführung. 1839 nahm er das Studium an der Universität München auf. Zu seinen akademischen Lehrern im Fach Philosophie zählten Friedrich Wilhelm Joseph Schelling, Joseph Görres, Gotthilf Heinrich von Schubert sowie Andreas Erhard. Zugleich widmete er sich dem Studium der Rechtswissenschaft, aber auch den Naturwissenschaften. Sein juristisches Studium schloss er mit Auszeichnung ab. Am 23. März 1844 wurde er schließlich mit der Dissertation Die Aufgabe der deutschen Philosophie nach dem gegenwärtigen Stande der Wissenschaft zum Dr. phil. promoviert.
Rosenkrantz trat 1844 eine Stelle beim königlichen Landgericht München an, wechselte 1845 an das Bezirks- und Stadtgericht in München, bevor er nach 1846 an das Staatsministerium der Justiz kam. Dort wurde er am 28. Februar 1853 zum Ministerialsekretär befördert, bevor er zum 21. April 1862 zum Ministerialassessor ernannt wurde. Seine Ernennung zum Oberappellationsgerichtsrat am Oberappellationsgericht München erfolgte am 10. Januar 1867. Am 21. Dezember 1868 wurde er von König Ludwig II. mit dem Ritterkreuz I. Klasse des Verdienstordens vom Heiligen Michael ausgezeichnet.
Der bekennende Katholik ging aufgrund eines Herzleidens nach Südtirol. Dort starb er im Alter von 53 Jahren. Er wurde in München beigesetzt.

## Werke (Auswahl)
- Die Aufgabe der deutschen Philosophie nach dem gegenwärtigen Stande der Wissenschaft, Fleischmann, München 1845.
- Handbuch über das Pflegschaftswesen in Bayern diesseits des Rheines, Palm und Enke, Erlangen 1860.
- Die Wissenschaft des Wissens und Begründung der besonderen Wissenschaften durch die allgemeine Wissenschaft: eine Fortbildung der deutschen Philosophie mit besonderer Rücksicht auf Plato, Aristoteles und die Scholastik des Mittelalters, 2 Bände, Weiß, München 1866.
- Prinzipienlehre, 2 Bände, Ackermann, München 1875.